# Гольф-клуб 2
«Гольф-клуб 2» — кинокомедия 1988 года.

## Сюжет
Фильм является продолжением снятой в 1980 году комедии «Гольф-клуб». В отличие от первого фильма, являющегося в основном комедией положений и абсурда, сюжет связан с противостоянием «сливок общества», богатых снобов, играющих в гольф в закрытых заведениях, с простыми людьми, не только бедными, но и достаточно богатыми, но не потерявшими человеческого лица. Однако в фильме имеются и чисто комические персонажи, такие, как герои Чеви Чейза (циничный плейбой) и Дэна Эйкройда (бывший военный, пытающийся стать наёмным убийцей).

## В ролях
- Чеви Чейз — плейбой Тай Уэбб
- Дэн Эйкройд — сумасшедший разведчик
- Роберт Стэк — Чендлер Янг
- Рэнди Куэйд — Питер Блант
- Дайан Кэннон — Элизабет Пирс
- Джессика Ланди — Кейт
- Джонатан Силверман — Гарри
- Брайан Макнамара — Тодд Янг
- Джеки Мейсон — Джек Хартунян

## Съёмочная группа
- Режиссёр: Аллан Аркуш
- Сценарист: Брайан Дойл-Мюррей
- Продюсер: Нил Кэнтон